# Chữ Nôm Tày
Chữ Nôm Tày là chữ viết của người Tày - dân tộc sinh sống chủ yếu ở miền bắc Việt Nam.
Chữ Nôm Tày  được xây dựng trên cơ sở các nét, các bộ thủ và các chữ Hán nguyên bản theo ba yếu tố hình – âm – nghĩa, trong đó về ngữ âm là sử dụng âm Hán – Việt.
Những cách thức hình thành chữ Nôm Tày bao gồm:
- Vay mượn chữ Hán toàn diện cả hình, nghĩa và âm Hán – Việt. Ví dụ: nhật (日), nguyệt (月), phụ (父), mẫu (母).
- Giữ hình và nghĩa của chữ Hán, nhưng đọc theo âm tiếng Tày. Ví dụ: chữ mã (馬) nghĩa là ngựa, tiếng Tày đọc là mạ, nghĩa là ngựa.
- Giữ nguyên hình và âm của chữ Hán nhưng đổi nghĩa theo âm chữ Tày trùng với âm Hán Việt. Ví dụ: chữ xa (車) nghĩa là xe, tiếng Tày đọc là xa, nghĩa là tìm.
- Giữ hình của chữ Hán, nhưng đổi hẳn âm và nghĩa. Ví dụ: chữ lạc (樂) nghĩa là vui vẻ, tiếng Tày đọc là mjạc, nghĩa là đẹp.
- Ghép hai chữ Hán lại với nhau, thường ghép một chữ để biểu âm với một chữ biểu ý. Ví dụ: chữ vằn (𬀫) nghĩa là ngày gồm chữ văn (文) – biểu âm + Nhật (日) – Biểu ý.
- Thêm nét hoặc thêm chữ Hán. Ví dụ: chữ khửn nghĩa là lên gồm chữ khẩn (恳) + nét (𡿨) hoặc chữ (𫠺).
- Thêm bộ thủ khác. Ví dụ: chữ sluông (𣕮) nghĩa là phu gồm chữ xuân (春) + bộ mộc (木).
- Thêm các nét nháy bên trên, bên cạnh, để chỉ một chữ có nhiều âm và nghĩa đọc khác biệt. Ví dụ: chữ chộc () nghĩa là cái cối, gồm chữ Chúc (祝) + Nét nháy (𡿨).
- Vay mượn chữ nôm Việt toàn diện cả hình, nghĩa và âm. Ví dụ: Miếng giầu hai tay nâng dâng kính (𠰘蒥𠄩𢬣㨢𤼸鏡) hoàn toàn mượn chữ nôm Kinh.

Năm 2014, chữ Nôm Tày tại  tỉnh Bắc Kạn đã được công nhận là di sản văn hóa phi vật thể cấp quốc gia của Việt Nam.